# Cirrhigaleus barbifer
Cirrhigaleus barbifer е вид хрущялна риба от семейство Squalidae.

## Разпространение и местообитание
Видът е разпространен в Индонезия (Бали), Провинции в КНР, Тайван и Япония (Хоншу).
Обитава крайбрежията на морета в райони с тропически климат. Среща се на дълбочина от 140 до 650 m.

## Описание
На дължина достигат до 1,3 m.